# むしむしランド
むしむしランドは、かつて北海道樺戸郡新十津川町に存在した遊園地。

## 概要
新十津川町と札幌市の建設会社「クマキ」などが出資する第三セクター「むしむしランド株式会社」により総工費約9億5千万円で造成し、昆虫をテーマとして6つのパビリオンや遊具を備え、園内には約6万点の昆虫標本を展示し、日本初の昆虫をテーマとした遊園地とうたわれた。
新十津川町総進のふるさと公園内約4万平米の敷地にて1989年12月着工し、新十津川町開基100周年にあたる1990年6月に開業。初年度は約65,000人の入場者を数えた。しかし入場料の高さが不評なこともあり、1991年に一時休園し、当初クマキが3年後に遊園地敷地の町有地を買い取るとしていたものの金銭問題でトラブルが発生、新十津川での大規模リゾート開発を計画していた近鉄グループ傘下の札幌の現地法人「シュプール」が新スポンサーとなり、1992年度より1年半ぶりに営業を再開、規模を縮小し営業を継続した。しかしバブル崩壊による不況と経営不振でシュプールが経営から撤退し1993年秋に全従業員を解雇、1994年から長期休園となり、事実上の閉園となっている。

## 閉園後
休園後、新十津川町内の株主が株を手放しむしむしランド社は新十津川振興公社のみが株を保有する形で実質倒産状態に至り、1996年時点で8億4300万円の負債が残り中道リースとの間で担保としていた遊園地敷地が競売にかけられた。
その後開業2年後に運営主体のむしむしランド社が買い上げる予定としていた町有地41,600平米が競売開始決定を受けたことに関連し新十津川町が中道リースを相手取り1996年11月20日に抵当権抹消を求める訴訟を起こしたが、札幌地方裁判所は1998年3月4日に「町側が抵当権設定を認めて融資に協力した」「町側は法的問題を認識していたが、被告に伝えていない」「被告には法的問題の認識がなかった」と認定し「事業が成功せず同園経営会社の返済が滞った原因は町側にある」として新十津川町の訴えを棄却、その後11月に札幌高裁が「不動産に抵当権を設定することは保証と同じではなく違法とは言えない」として一審判決を支持し控訴棄却、1999年3月には最高裁も却下し町長・助役・収入役・教育長に1999年7-8月の減給処分を行い町長は2割・それ以外は1割減給とした。
2000年には中道リースが遊園地敷地のうち15,400平米を394万円で落札し、遊園地施設は放置の後解体され、跡地は2015年時点でスカイソーラージャパンの「SSJ新十津川町太陽光発電所」として活用されている。また駐車場スペースはふるさと公園で大型イベントが開催される際の臨時駐車場として用いられている。

## 入場料
開園時のデータ。
- 入園料：300円
- パビリオン入館共通券：1000円
- 回数券（11枚綴り）：1000円
- Aセット（入園料+入館共通券）：1300円
- Bセット（入園料+入館共通券+遊具回数券11枚）：2100円

## 施設
パビリオン
- 生態観測館（133平米）[2] - ガラス張りの温室にオオゴマダラやスジグロカバマダラ等百匹の蝶やクワガタ・カマキリ・キリギリス等を自然のままに飼育する[2]。
- ホタル館（91平米）[2] - ホタルの生息地を再現しホタルの光や虫の音を楽しませる[1]。実物のホタルは短命な事から200個の発光ダイオードや水車の廻る小川を設置し、ナレーション入りで光り方の違いなどホタルの生態を紹介する[4]。
- 昆虫展示館 （407平米）[2] - 絶滅種・絶滅危惧種を含む3万2千点の蝶の標本などを展示[1]。
- 虫のオーケストラ館（65平米）[2] - 発音する昆虫各種を展示[1]。ミンミンゼミ、スズムシ、コオロギなど12種を展示[4]。
- アリの家/蟻の王国（66平米）[2] - 人間を蟻の大きさに例えて巣内を再現しアリの生活を表現する[1]。女王アリ・幼虫など7つの部屋を設けナレーション付きで紹介する[4]。
- 3D立体映像館（116平米）[2] - 150インチ大画面を用い自然学習につながる立体映像を上映[1]。

アトラクション
- 観覧車[2][1]（高さ30m[4]）
- ランドアップ[1]
- 昆虫列車[1]（路線長100m[4]）
- いも虫乗り物[1]
- 回転乗り物[1]
- ゴーカート[1]
- バッテリーカー[1]
- 定置式乗り物[1]

その他施設
- 食堂[2]
- 駐車場（200台・新十津川町が建設）[2]